# Бедугул
Бедугул е село, както и едноименна курортна зона при планинско езеро в Бали, Индонезия, разположена в централно-северния регион на острова близо до езерото Братан по пътя между Денпасар и Сингараджа. Районът обхваща селата Бедугул, Кандикунинг, Панкасари, Пакунг и Ванагири и други.
Бедугул се намира в регентство Табанан, на 48 km северно от град Денпасар или на 20 km южно от град Сингараджа. В района има три кратерни езера – Братан, Буян и Тамблинган.
Районът Бедугул е с мек планински климат поради местоположението си на надморска височина от около 1500 m.
Основни обекти в Бедугул са водният храм Пура Улун Дану Братан и Ботаническата градина на Бали.

## Ботаническата градина на Бали
Ботаническата градина, открита през 1959 г., с обща площ от 157,5 хектара е най-голямата в Индонезия. Надморската ѝ височина варира от 1250 метра до 1450 метра, има 2000 вида растения и 20 000 растителни екземпляра: от орхидеи, бегонии и лечебни растения до бамбук и Cyatheas. Оттам се открива прекрасна гледка към езерото Братан. Отличена е с наградата Cipta Pesona за 2011 г. от Министерството на културата и туризма като признание за естествени туристически атракции, културни туристически атракции и изкуствени туристически атракции.

## Геотермални полета
Проучването на геотермалното находище Бедугул започва през 1974 г. като част от новозеландски проект за двустранна помощ. То е продължено от компанията Pertamina от 1978 до 1987 г. През 1994 г. Bali Energy Limited, съвместно предприятие между California Energy и местна компания, подписва договор за съвместна работа (JOC) с Pertamina за разработване на 4 × 55 MW геотермална електроцентрала. През 2008 г. прогнозният капацитет за производство на електроенергия е 175 MW отговаря на около 1/10 от нуждите от електричество на целия остров. Собственикът на Bali Energy Limited е официално одобрен за East Asia Company Limited.